# Pericosmus akabanus
Pericosmus akabanus is een zee-egel uit de familie Pericosmidae.
De wetenschappelijke naam van de soort werd in 1939 gepubliceerd door Theodor Mortensen.